# Coupe de France de basket-ball 2011-2012
Navigation
Édition précédente Édition suivante
La Coupe de France masculine de basket-ball est organisée durant la saison 2011-2012. Elle est nommée aussi Trophée Robert Busnel, du nom du basketteur décédé en 1991 Robert Busnel. Le tenant du titre est Chalon-sur-Saône.

## Calendrier
| Tour                                           | Nom                        |                  | Équipes participantes | Équipes gagnantes |
| 1                                              | Trente-deuxièmes de finale | Mardi 25 octobre | 44                    | 22                |
| Entrée en lice des 10 meilleurs clubs de Pro A |                            |                  |                       |                   |
| 2                                              | Seizièmes de finale        | Mardi 10 janvier | 32                    | 16                |
| 3                                              | Huitièmes de finale        | Mardi 13 mars    | 16                    | 8                 |
| 4                                              | Quarts de finale           | Mardi 10 avril   | 8                     | 4                 |
| 5                                              | Demi-finales               | Mardi 24 avril   | 4                     | 2                 |
| 6                                              | Finale Paris Bercy         | Dimanche 20 mai  | 2                     | 1                 |

## Trente-deuxièmes de finale
44 équipes participent aux trente-deuxièmes de finale : les 17 clubs de Nationale 1 (le Centre Fédéral ne participe pas à la Coupe de France), les 18 clubs de Pro B, 6 clubs de Pro A et 3 clubs de Nationale 2 issus du Trophée Coupe de France 2011 : Monaco, Garonne et Gries Oberhoffen. Les dix premiers de la saison régulière de Pro A 2010-2011 sont exempts du premier tour.
Ce tour se dispute principalement le 25 octobre 2011.
| Club (division)            | Résultat | Club (division)          | Lieu                 |
| -------------------------- | -------- | ------------------------ | -------------------- |
| Monaco (NM2)               | 65-95    | Antibes (Pro B)          | Monaco               |
| Montbrison (NM1)           | 64-87    | Saint-Vallier (Pro B)    | Montbrison           |
| Bourg-en-Bresse (Pro B)    | 85-82    | Fos-sur-Mer (Pro B)      | Bourg-en-Bresse      |
| Sorgues (NM1)              | 60-79    | Dijon (Pro A)            | Sorgues              |
| Vichy (Pro B)              | 89-55    | Aix Maurienne (Pro B)    | Vichy                |
| Puy-en-Velay (NM1)         | 77-79    | Saint-Étienne (NM1)      | Puy-en-Velay         |
| Limoges (Pro B)            | 83-68    | Bordeaux (Pro B)         | Limoges              |
| Clermont-Ferrand (NM1)     | 76-93    | Nantes (Pro B)           | Clermont-Ferrand     |
| Garonne (NM2)              | 72-81    | Cognac (NM1)             | Meilhan              |
| Angers (Pro B)             | 67-77    | Poitiers (Pro A)         | Angers               |
| Challans (NM1)             | 64-89    | Boulazac (Pro B)         | Challans             |
| Chartres (NM1)             | 48-70    | Orléans (Pro A)          | Chartres             |
| Rueil Malmaison (NM1)      | 75-96    | Évreux (Pro B)           | Rueil-Malmaison      |
| Brest (NM1)                | 86-87    | Le Portel (Pro B)        | Brest                |
| Rouen (Pro B)              | 112-102  | Boulogne-sur-Mer (Pro B) | Rouen                |
| Orchies (NM1)              | 66-57    | Quimper (Pro B)          | Orchies              |
| Blois (NM1)                | 58-92    | Le Havre (Pro A)         | Blois                |
| Charleville-Mézières (NM1) | 68-77    | Strasbourg (Pro A)       | Charleville-Mézières |
| Lille (Pro B)              | 53-75    | Nanterre (Pro A)         | Lille                |
| Liévin (NM1)               | 84-91    | Denain (Pro B)           | Liévin               |
| Gries Oberhoffen (NM2)     | 61-67    | Châlons Reims (Pro B)    | Gries                |
| Saint-Quentin (NM1)        | 64-77    | Souffelweyersheim (NM1)  | Saint-Quentin        |

## Seizièmes de finale
Le tirage au sort des seizièmes de finale a eu lieu le 9 novembre 2011 et les rencontres ont été disputées le mardi 10 janvier 2012 sauf pour les confrontations impliquant les équipes de Chalon-sur-Saône (7 février), Gravelines (8 janvier) et Roanne (7 février) du fait de leur engagement en compétitions européennes.
| Club (division)                | Résultat | Club (division)              | Lieu              |
| ------------------------------ | -------- | ---------------------------- | ----------------- |
| Saint-Étienne (NM1)            | 72-83    | Hyères-Toulon (Pro A)        | Saint-Étienne     |
| Antibes (Pro B)                | 65-82    | Roanne (Pro A)               | Antibes           |
| Saint-Vallier (Pro B)          | 86-81    | Dijon (Pro A)                | Saint-Vallier     |
| Vichy (Pro B)                  | 67-87    | Lyon-Villeurbanne (Pro A)    | Vichy             |
| Le Mans (Pro A)                | 82-72    | Pau-Lacq-Orthez (Pro A)      | Le Mans           |
| Cholet (Pro A)                 | 73-66    | Poitiers (Pro A)             | Cholet            |
| Boulazac (Pro B)               | 83-73    | Nantes (Pro B)               | Boulazac          |
| Cognac (NM1)                   | 85-87    | Limoges (Pro B)              | Cognac            |
| Paris-Levallois Basket (Pro A) | 90-99    | Nanterre (Pro A)             | Paris             |
| ALM Évreux Basket (Pro B)      | 57-86    | Gravelines Dunkerque (Pro A) | Évreux            |
| Rouen (Pro B)                  | 78-86    | Le Portel (Pro B)            | Rouen             |
| Orchies (NM1)                  | 83-86    | Le Havre (Pro A)             | Orchies           |
| Bourg-en-Bresse (Pro B)        | 65-86    | Nancy (Pro A)                | Bourg-en-Bresse   |
| Denain (Pro B)                 | 77-96    | Chalon-sur-Saône (Pro A)     | Denain            |
| Souffelweyersheim (NM1)        | 56-71    | Orléans (Pro A)              | Souffelweyersheim |
| Châlons Reims (Pro B)          | 60-73    | Strasbourg (Pro A)           | Reims             |

## Phase finale
Le tirage au sort des huitièmes de finale a eu lieu le 18 janvier 2012 et les rencontres ont eu lieu le mardi 13 mars 2012 sauf pour les rencontres impliquant Chalon-sur-Saône (2 avril) et Roanne (3 avril) du fait de leur engagement en EuroChallenge.
Les quarts de finale ont eu lieu le mardi 10 avril 2012.
Le tirage au sort des demi-finales a eu lieu le 13 avril 2012 et les rencontres ont eu lieu le mardi 24 avril 2012.
La finale s'est déroulée le dimanche 20 mai 2012 (16h30) à Paris-Bercy. Chalon-sur-Saône s'impose face à Limoges et Ilian Evtimov est élu meilleur joueur de la rencontre.
|  | Huitième de finale Mardi 13 mars 2012 | Huitième de finale Mardi 13 mars 2012 |                          |     | Quarts de finale Mardi 10 avril 2012 | Quarts de finale Mardi 10 avril 2012 |  |  | Demi-finales Mardi 24 avril 2012 | Demi-finales Mardi 24 avril 2012 |  |  | Finale Dimanche 20 mai 2012 | Finale Dimanche 20 mai 2012 |
|  | Huitième de finale Mardi 13 mars 2012 | Huitième de finale Mardi 13 mars 2012 |                          |     | Quarts de finale Mardi 10 avril 2012 | Quarts de finale Mardi 10 avril 2012 |  |  | Demi-finales Mardi 24 avril 2012 | Demi-finales Mardi 24 avril 2012 |  |  | Finale Dimanche 20 mai 2012 | Finale Dimanche 20 mai 2012 |
|  |                                       |                                       |                          |     |                                      |                                      |  |  |                                  |                                  |  |  |                             |                             |
|  | 2 avril                               | 2 avril                               |                          |     | 10 avril                             | 10 avril                             |  |  | 24 avril                         | 24 avril                         |  |  | 20 mai à Paris-Bercy        | 20 mai à Paris-Bercy        |
|  | 2 avril                               | 2 avril                               |                          |     | 10 avril                             | 10 avril                             |  |  | 24 avril                         | 24 avril                         |  |  | 20 mai à Paris-Bercy        | 20 mai à Paris-Bercy        |
|  | Saint-Vallier (Pro B)                 | 64                                    |                          |     | 10 avril                             | 10 avril                             |  |  | 24 avril                         | 24 avril                         |  |  | 20 mai à Paris-Bercy        | 20 mai à Paris-Bercy        |
|  | Saint-Vallier (Pro B)                 | 64                                    |                          |     | 10 avril                             | 10 avril                             |  |  | 24 avril                         | 24 avril                         |  |  | 20 mai à Paris-Bercy        | 20 mai à Paris-Bercy        |
|  | Chalon-sur-Saône (Pro A)              | 98                                    |                          |     | 10 avril                             | 10 avril                             |  |  | 24 avril                         | 24 avril                         |  |  | 20 mai à Paris-Bercy        | 20 mai à Paris-Bercy        |
|  | Chalon-sur-Saône (Pro A)              | 98                                    | Chalon-sur-Saône (Pro A) | 75  |                                      |                                      |  |  | 24 avril                         | 24 avril                         |  |  | 20 mai à Paris-Bercy        | 20 mai à Paris-Bercy        |
|  | 3 avril                               |                                       | Chalon-sur-Saône (Pro A) | 75  |                                      |                                      |  |  | 24 avril                         | 24 avril                         |  |  | 20 mai à Paris-Bercy        | 20 mai à Paris-Bercy        |
|  |                                       | Roanne (Pro A)                        | 56                       |     |                                      |                                      |  |  | 24 avril                         | 24 avril                         |  |  | 20 mai à Paris-Bercy        | 20 mai à Paris-Bercy        |
|  | Roanne (Pro A)                        | Roanne (Pro A)                        | 56                       | 101 |                                      |                                      |  |  | 24 avril                         | 24 avril                         |  |  | 20 mai à Paris-Bercy        | 20 mai à Paris-Bercy        |
|  | Roanne (Pro A)                        | 10 avril                              |                          | 101 |                                      |                                      |  |  | 24 avril                         | 24 avril                         |  |  | 20 mai à Paris-Bercy        | 20 mai à Paris-Bercy        |
|  | Hyères-Toulon (Pro A)                 | 56                                    |                          |     |                                      |                                      |  |  | 24 avril                         | 24 avril                         |  |  | 20 mai à Paris-Bercy        | 20 mai à Paris-Bercy        |
|  | Hyères-Toulon (Pro A)                 | 56                                    | Chalon-sur-Saône (Pro A) | 83  |                                      |                                      |  |  |                                  |                                  |  |  | 20 mai à Paris-Bercy        | 20 mai à Paris-Bercy        |
|  | 13 mars                               |                                       | Chalon-sur-Saône (Pro A) | 83  |                                      |                                      |  |  |                                  |                                  |  |  | 20 mai à Paris-Bercy        | 20 mai à Paris-Bercy        |
|  |                                       | Cholet (Pro A)                        | 79                       |     |                                      |                                      |  |  |                                  |                                  |  |  | 20 mai à Paris-Bercy        | 20 mai à Paris-Bercy        |
|  | Boulazac (Pro B)                      | Cholet (Pro A)                        | 79                       | 71  |                                      |                                      |  |  |                                  |                                  |  |  | 20 mai à Paris-Bercy        | 20 mai à Paris-Bercy        |
|  | Boulazac (Pro B)                      | 24 avril                              |                          | 71  |                                      |                                      |  |  |                                  |                                  |  |  | 20 mai à Paris-Bercy        | 20 mai à Paris-Bercy        |
|  | Orléans (Pro A)                       | 70                                    |                          |     |                                      |                                      |  |  |                                  |                                  |  |  | 20 mai à Paris-Bercy        | 20 mai à Paris-Bercy        |
|  | Orléans (Pro A)                       | 70                                    | Boulazac (Pro B)         | 67  |                                      |                                      |  |  |                                  |                                  |  |  | 20 mai à Paris-Bercy        | 20 mai à Paris-Bercy        |
|  | 13 mars                               |                                       | Boulazac (Pro B)         | 67  |                                      |                                      |  |  |                                  |                                  |  |  | 20 mai à Paris-Bercy        | 20 mai à Paris-Bercy        |
|  |                                       | Cholet (Pro A)                        | 72                       |     |                                      |                                      |  |  |                                  |                                  |  |  | 20 mai à Paris-Bercy        | 20 mai à Paris-Bercy        |
|  | Gravelines Dunkerque (Pro A)          | Cholet (Pro A)                        | 72                       | 67  |                                      |                                      |  |  |                                  |                                  |  |  | 20 mai à Paris-Bercy        | 20 mai à Paris-Bercy        |
|  | Gravelines Dunkerque (Pro A)          | 10 avril                              |                          | 67  |                                      |                                      |  |  |                                  |                                  |  |  | 20 mai à Paris-Bercy        | 20 mai à Paris-Bercy        |
|  | Cholet (Pro A)                        | 77                                    |                          |     |                                      |                                      |  |  |                                  |                                  |  |  | 20 mai à Paris-Bercy        | 20 mai à Paris-Bercy        |
|  | Cholet (Pro A)                        | 77                                    | Chalon-sur-Saône         | 83  |                                      |                                      |  |  |                                  |                                  |  |  |                             |                             |
|  | 13 mars                               |                                       | Chalon-sur-Saône         | 83  |                                      |                                      |  |  |                                  |                                  |  |  |                             |                             |
|  |                                       | Limoges                               | 75                       |     |                                      |                                      |  |  |                                  |                                  |  |  |                             |                             |
|  | Limoges (Pro B)                       | Limoges                               | 75                       | 79  |                                      |                                      |  |  |                                  |                                  |  |  |                             |                             |
|  | Limoges (Pro B)                       |                                       |                          | 79  |                                      |                                      |  |  |                                  |                                  |  |  |                             |                             |
|  | Lyon-Villeurbanne (Pro A)             | 62                                    |                          |     |                                      |                                      |  |  |                                  |                                  |  |  |                             |                             |
|  | Lyon-Villeurbanne (Pro A)             | 62                                    | Limoges (Pro B)          | 60  |                                      |                                      |  |  |                                  |                                  |  |  |                             |                             |
|  | 13 mars                               |                                       | Limoges (Pro B)          | 60  |                                      |                                      |  |  |                                  |                                  |  |  |                             |                             |
|  |                                       | Le Mans (Pro A)                       | 57                       |     |                                      |                                      |  |  |                                  |                                  |  |  |                             |                             |
|  | Nanterre (Pro A)                      | Le Mans (Pro A)                       | 57                       | 77  |                                      |                                      |  |  |                                  |                                  |  |  |                             |                             |
|  | Nanterre (Pro A)                      | 10 avril                              |                          | 77  |                                      |                                      |  |  |                                  |                                  |  |  |                             |                             |
|  | Le Mans (Pro A)                       | 79                                    |                          |     |                                      |                                      |  |  |                                  |                                  |  |  |                             |                             |
|  | Le Mans (Pro A)                       | 79                                    | Limoges (Pro B)          | 78  |                                      |                                      |  |  |                                  |                                  |  |  |                             |                             |
|  | 13 mars                               |                                       | Limoges (Pro B)          | 78  |                                      |                                      |  |  |                                  |                                  |  |  |                             |                             |
|  |                                       | Le Havre (Pro A)                      | 68                       |     |                                      |                                      |  |  |                                  |                                  |  |  |                             |                             |
|  | Le Portel (Pro B)                     | Le Havre (Pro A)                      | 68                       | 65  |                                      |                                      |  |  |                                  |                                  |  |  |                             |                             |
|  | Le Portel (Pro B)                     |                                       |                          | 65  |                                      |                                      |  |  |                                  |                                  |  |  |                             |                             |
|  | Le Havre (Pro A)                      | 84                                    |                          |     |                                      |                                      |  |  |                                  |                                  |  |  |                             |                             |
|  | Le Havre (Pro A)                      | 84                                    | Le Havre (Pro A)         | 66  |                                      |                                      |  |  |                                  |                                  |  |  |                             |                             |
|  | 13 mars                               |                                       | Le Havre (Pro A)         | 66  |                                      |                                      |  |  |                                  |                                  |  |  |                             |                             |
|  |                                       | Nancy (Pro A)                         | 65                       |     |                                      |                                      |  |  |                                  |                                  |  |  |                             |                             |
|  | Nancy (Pro A)                         | Nancy (Pro A)                         | 65                       | 72  |                                      |                                      |  |  |                                  |                                  |  |  |                             |                             |
|  | Nancy (Pro A)                         |                                       |                          | 72  |                                      |                                      |  |  |                                  |                                  |  |  |                             |                             |
|  | Strasbourg (Pro A)                    | 62                                    |                          |     |                                      |                                      |  |  |                                  |                                  |  |  |                             |                             |
|  | Strasbourg (Pro A)                    | 62                                    |                          |     |                                      |                                      |  |  |                                  |                                  |  |  |                             |                             |